# Jerome (Arizona)
Pour les articles homonymes, voir Jérôme.
Jerome est une ville des États-Unis située dans le comté de Yavapai dans l'État d'Arizona. 
Elle a pour caractéristiques d'être perchée à flanc de montagne le long de la route historique 89A reliant Cottonwood à Prescott. 
La ville connu sa gloire grâce aux mines de cuivre des environs et fut autrefois peuplée de 15 000 habitants à son apogée au début du XXe siècle. Selon les estimations du Bureau du recensement de 2006, la population y est actuellement de 353 habitants.
Elle est donc aujourd'hui presque une ville fantôme, typiquement western, ne vivant plus que du tourisme.

## Histoire

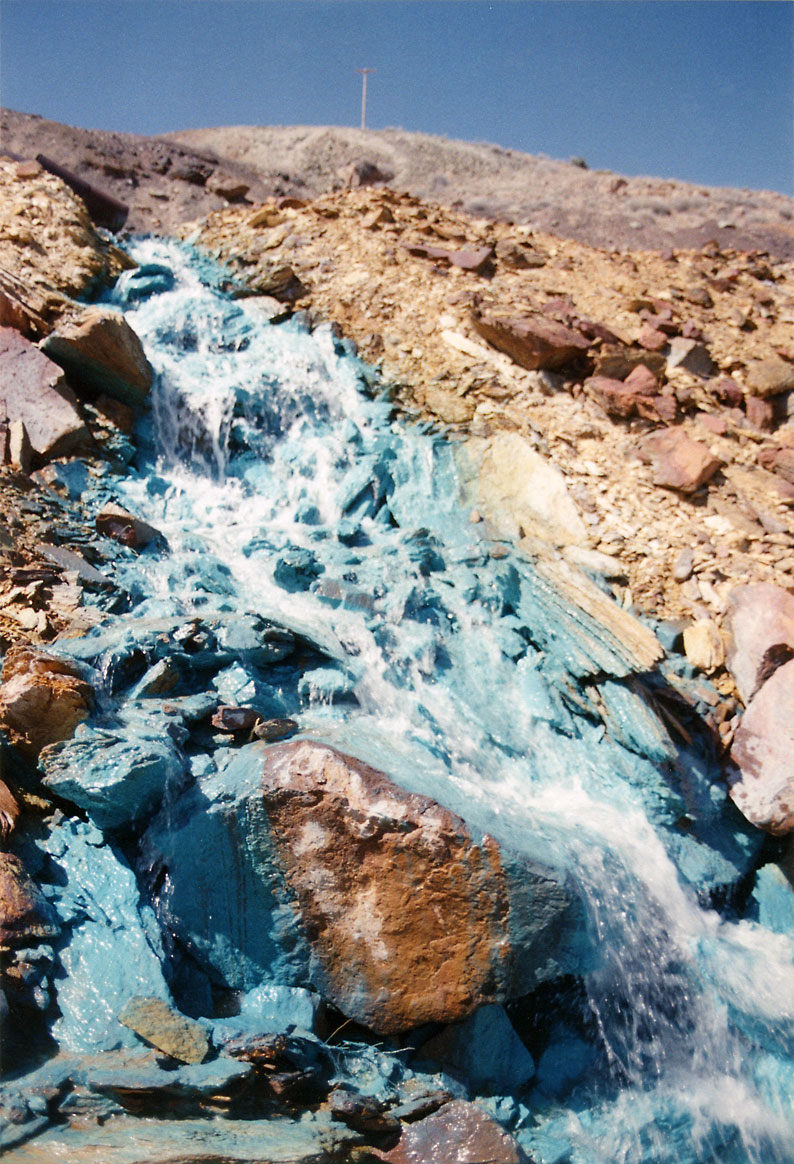
Un filon émergeant

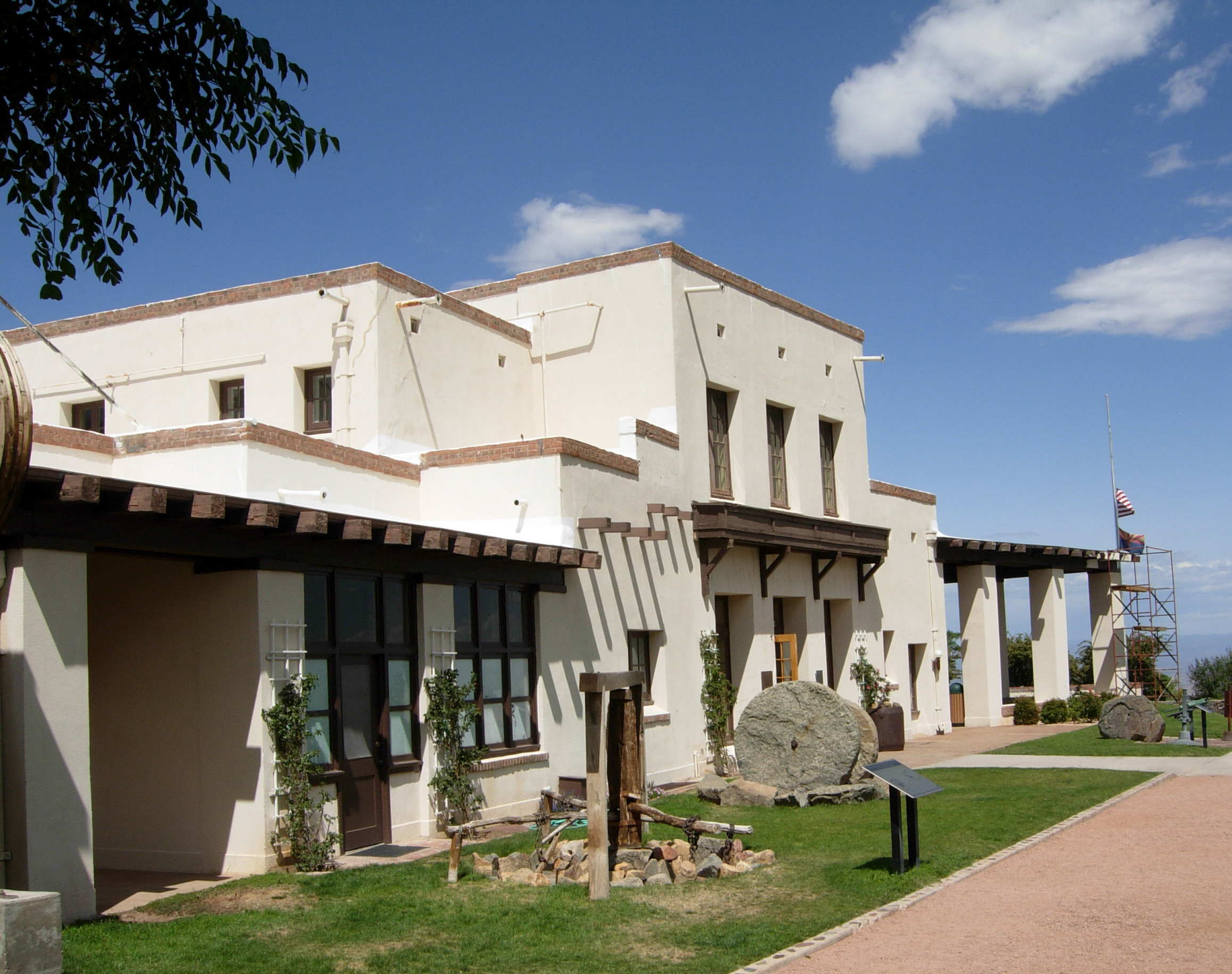
Le musée de la Mine

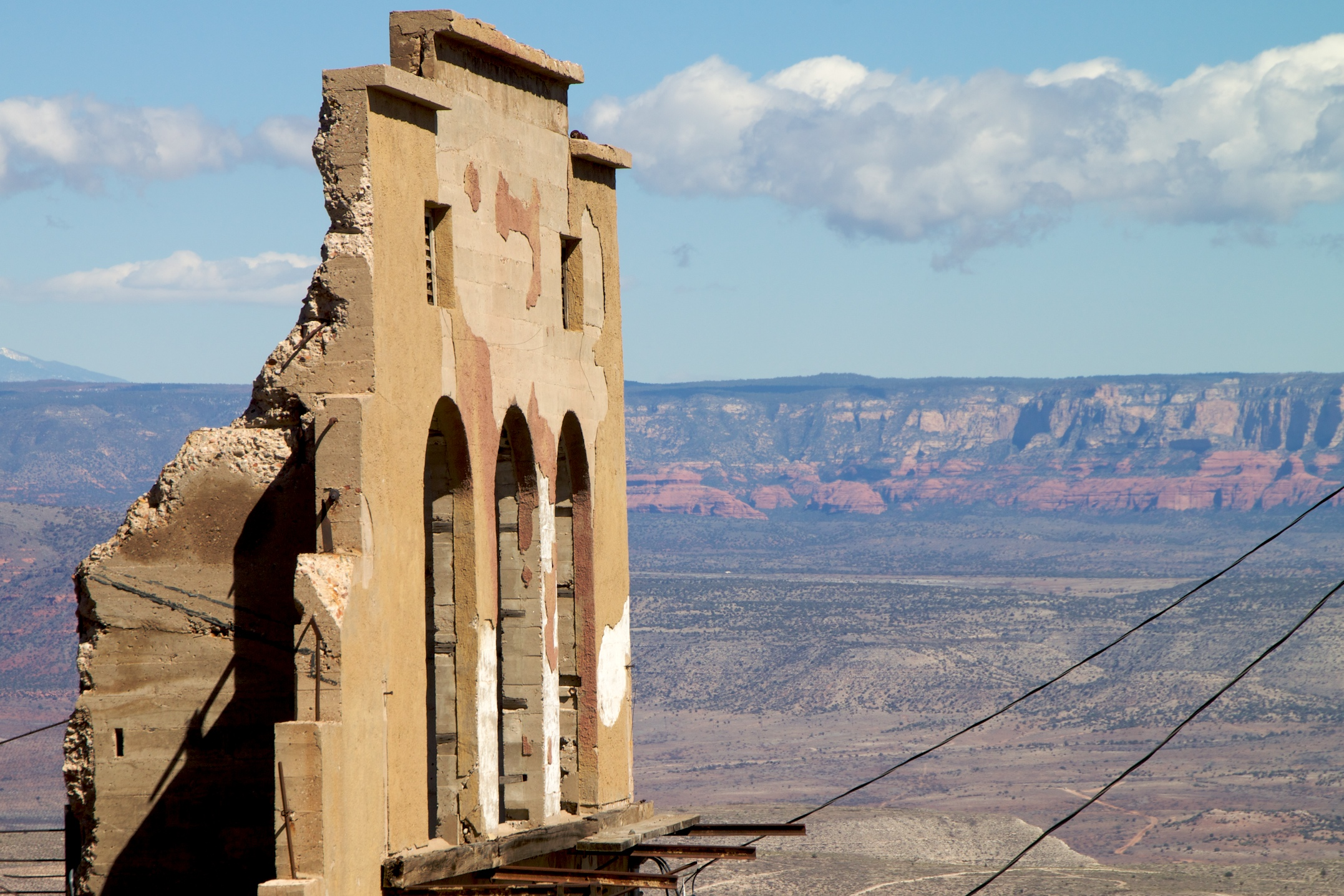
Vue sur les montagnes de Sedona depuis un bâtiment abandonné de Jerome.

La présence d'argent et de cuivre sur le site de Jerome était déjà connue des Indiens et des Espagnols, depuis la présence de l'Espagne dans ce qui était alors la Nouvelle-Espagne.
Une ville minière nommée Jerome avait été établie sur le flanc de Cleopatra Hill en 1883. Son nom venait d'Eugene Murray Jerome, un investisseur new-yorkais, avocat et cousin de la mère de Winston Churchill, qui possédait les droits d'extraction à cet endroit. Celui-ci n'a jamais visité la ville qui porte son nom. Jerome devint une ville le 8 mars 1889, son premier maire fut William Munds. La ville abritait les travailleurs de la mine voisine, United Verde Mine, qui produisit du cuivre, de l'or et de l'argent pendant 70 ans. 
Jerome entra dans la légende de la Conquête de l'Ouest, avec son cortège de maisons de jeux et de prostitution. En 1915, sa population avoisinait les 2 500 habitants. En 1920, 130 kilomètres de mine étaient exploités, et sa population dépassait les 10 000 personnes.
Au début de mai 1917, plusieurs grèves se sont déclenchées, organisées par les Industrial Workers of the World. Le 10 juillet de cette même année, des agents armés appartenant aux propriétaires des mines regroupèrent les grévistes et les embarquèrent dans des wagons à bestiaux pour les conduire à Kingman, avec l'ordre de ne pas revenir à Jerome s'ils tenaient à leur vie. Cet épisode est connu sous le nom de la Déportation de Jerome. Cet événement fut le prélude à la Déportation de Bisbee dont l'importance fut encore plus grande.
La ville de Jérome subit trois incendies majeurs entre 1897 et 1899, qui détruisirent presque totalement la ville, laquelle fut reconstruite en utilisant des matériaux comme la brique, à la place du bois. En 1918, un feu souterrain incontrôlé, à 22 miles de profondeur, occasionna de nombreuses explosions en surface, anéantissant chaque fois plusieurs bâtiments. Malgré tout, en 1929, la population de Jerome s'élevait à plus de 15 000 personnes, tandis que l'Arizona devenait leader dans la production du cuivre.

## Démographie
| 1890 | 1900  | 1910  | 1920  | 1930  | 1940  |
| ---- | ----- | ----- | ----- | ----- | ----- |
| 250  | 2 861 | 2 393 | 4 030 | 4 932 | 2 295 |

| 1950  | 1960 | 1970 | 1980 | 1990 | 2000 |
| ----- | ---- | ---- | ---- | ---- | ---- |
| 1 233 | 243  | 290  | 420  | 403  | 329  |

| 2010 | - | - | - | - | - |
| ---- | - | - | - | - | - |
| 444  | - | - | - | - | - |

### Le déclin

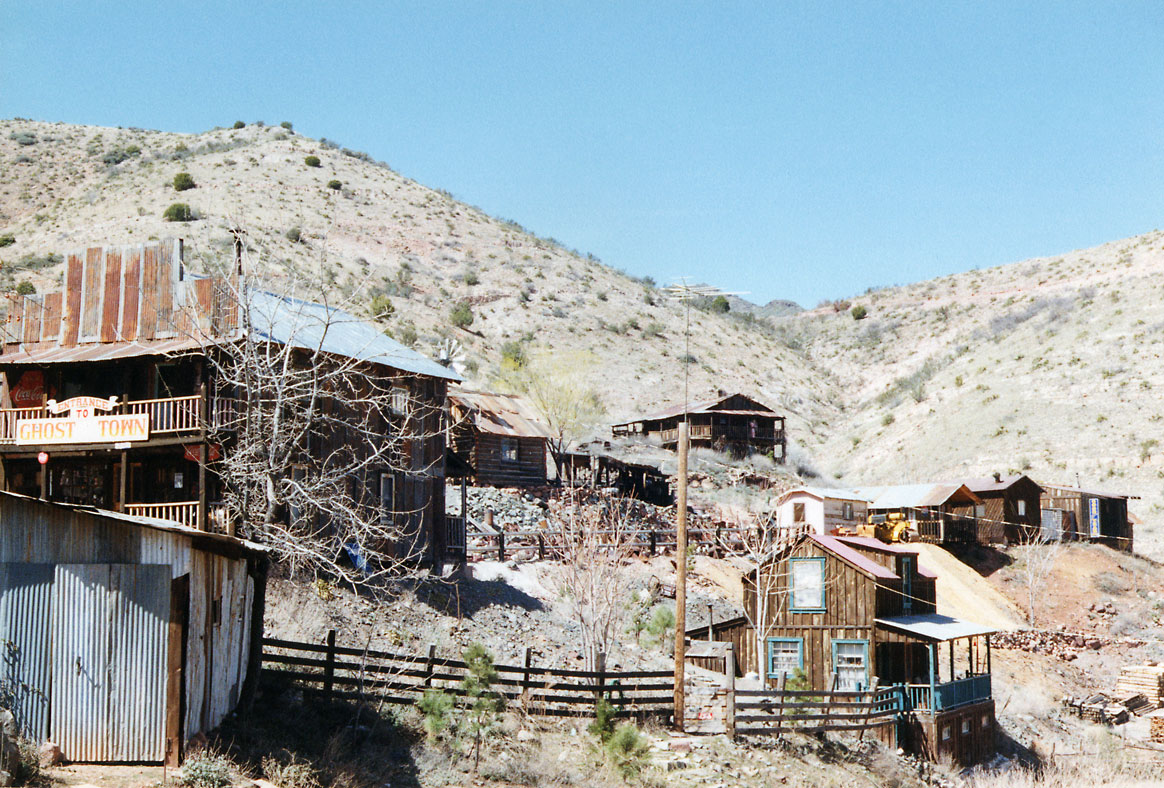
bâtiments abandonnés au nord-ouest de Jerome

En 1932, le prix du cuivre avait considérablement baissé, la mine United Verde, qui n'était plus rentable, menaçait d'être fermée. En 1935, elle fut achetée par Phelps Dodge, et continua ses activités pendant la Seconde Guerre mondiale. Toutefois, en 1953, la dernière mine de Jerome fut fermée, et la plus grande partie de la population quitta la ville, à tel point qu'il ne restait plus qu'une cinquantaine d'habitants à la fin des années cinquante.

## Le tourisme

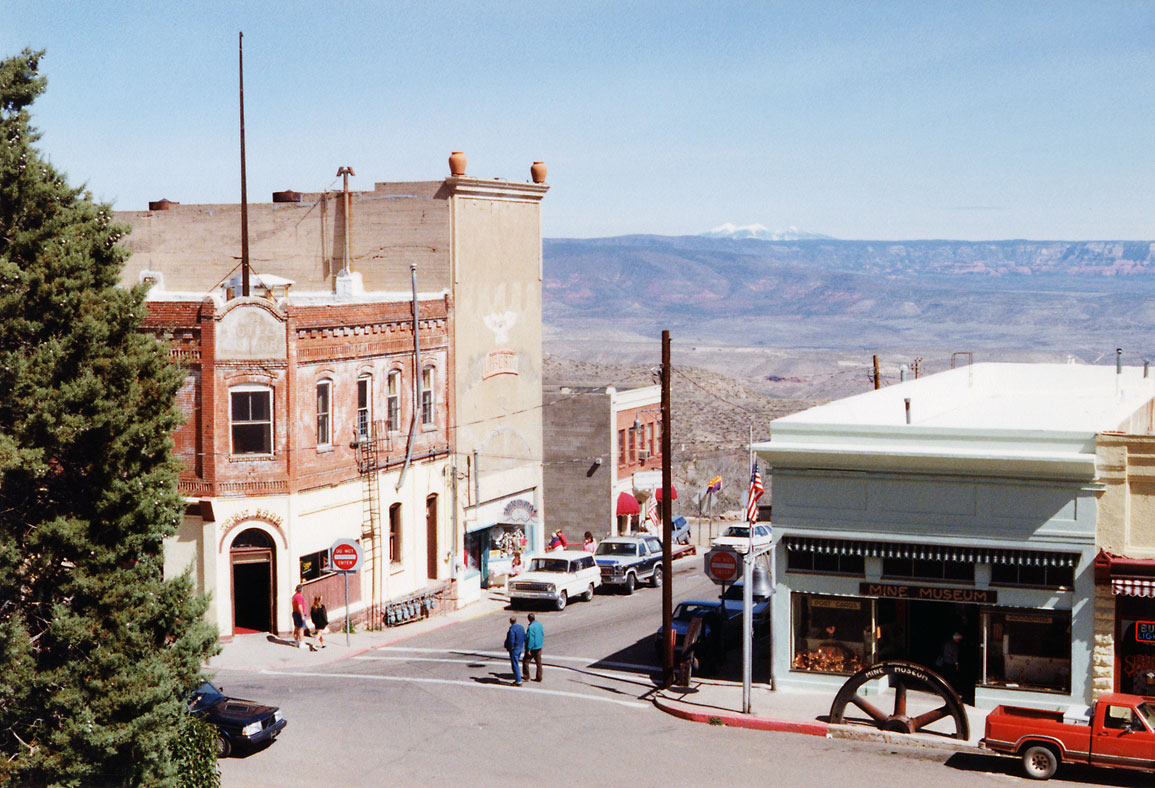
Main street

C'est en 1967 que Jerome a été déclarée Historic District et en 1976, National Historic Landmark. Actuellement, Jerome est une importante destination touristique. Les bâtiments de la ville ont été restaurés sous le contrôle du National Historic Landmark, des hébergements ont été créés ou réaménagés comme le Connor Hotel et un Musée de la Mine, le Douglas Memorial Mining Museum  a ouvert ses portes, exposant des minéraux et de nombreux outils ayant été utilisés dans les installations minières, dans l'ancienne propriété d'un actionnaire des mines.
Par ailleurs, la ville de Jerome a favorisé l'implantations d'artistes, peintres et musiciens, avec un festival annuel, le First Saturday Act Walk, depuis 2006. Jerome abrite plus de 30 galeries et autres ateliers animées par de nombreux peintres et artisans d'art.

## Galerie d'images d'hier et d'aujourd'hui

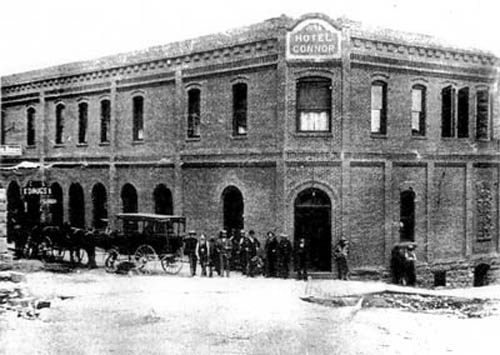
Connor Hotel en 1899
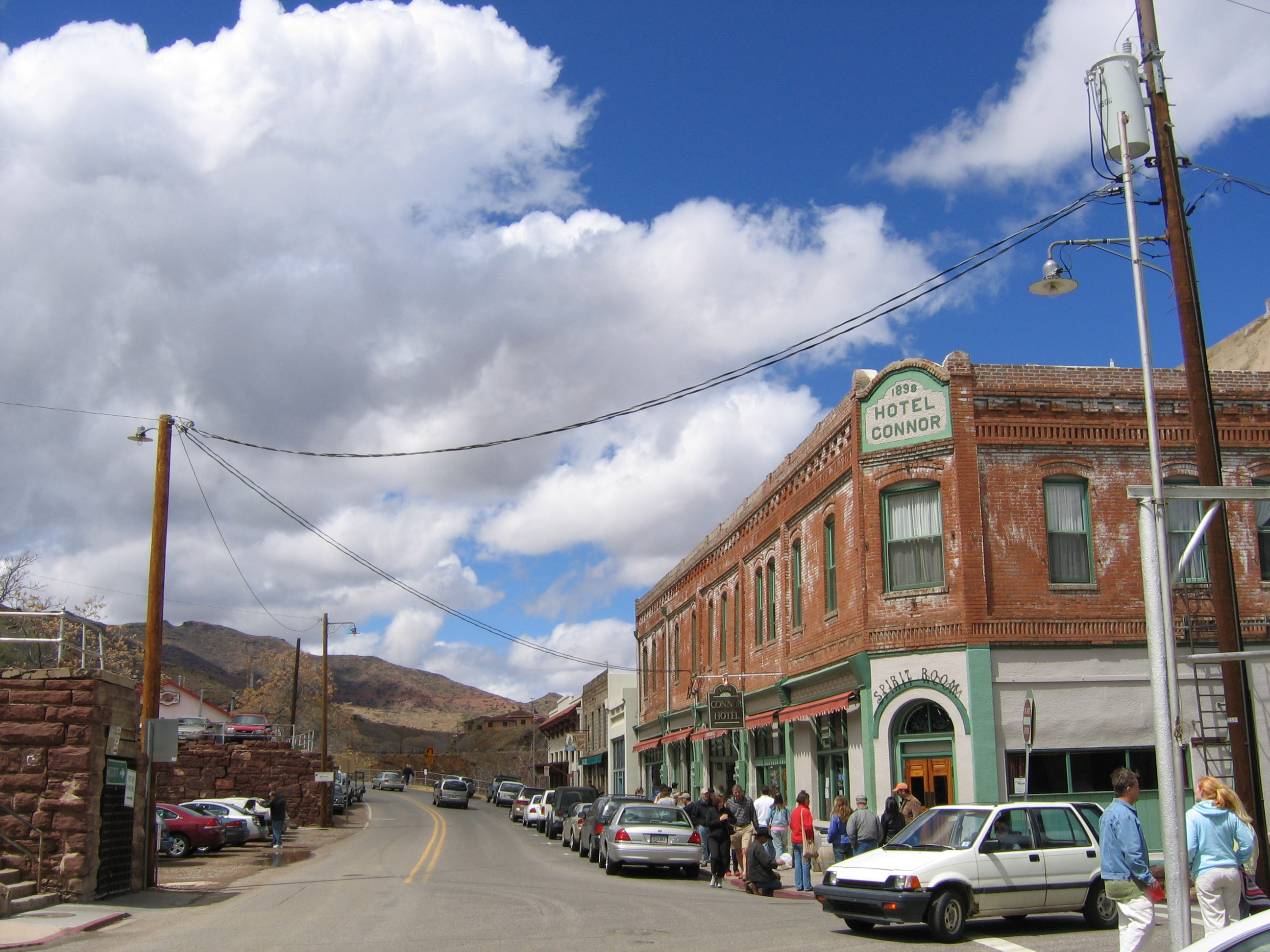
Connor Hotel actuellement
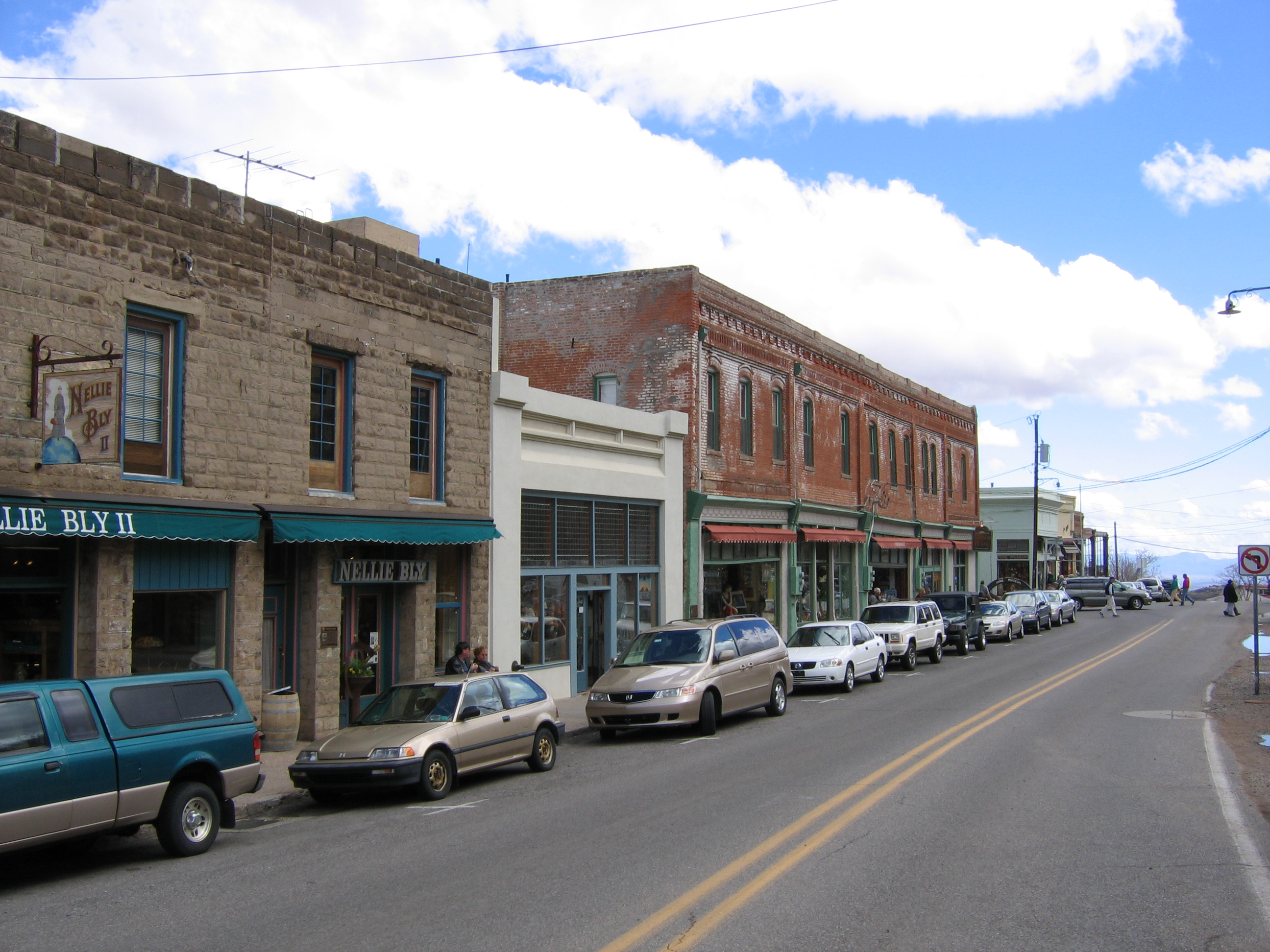
Rue actuelle de Jerome
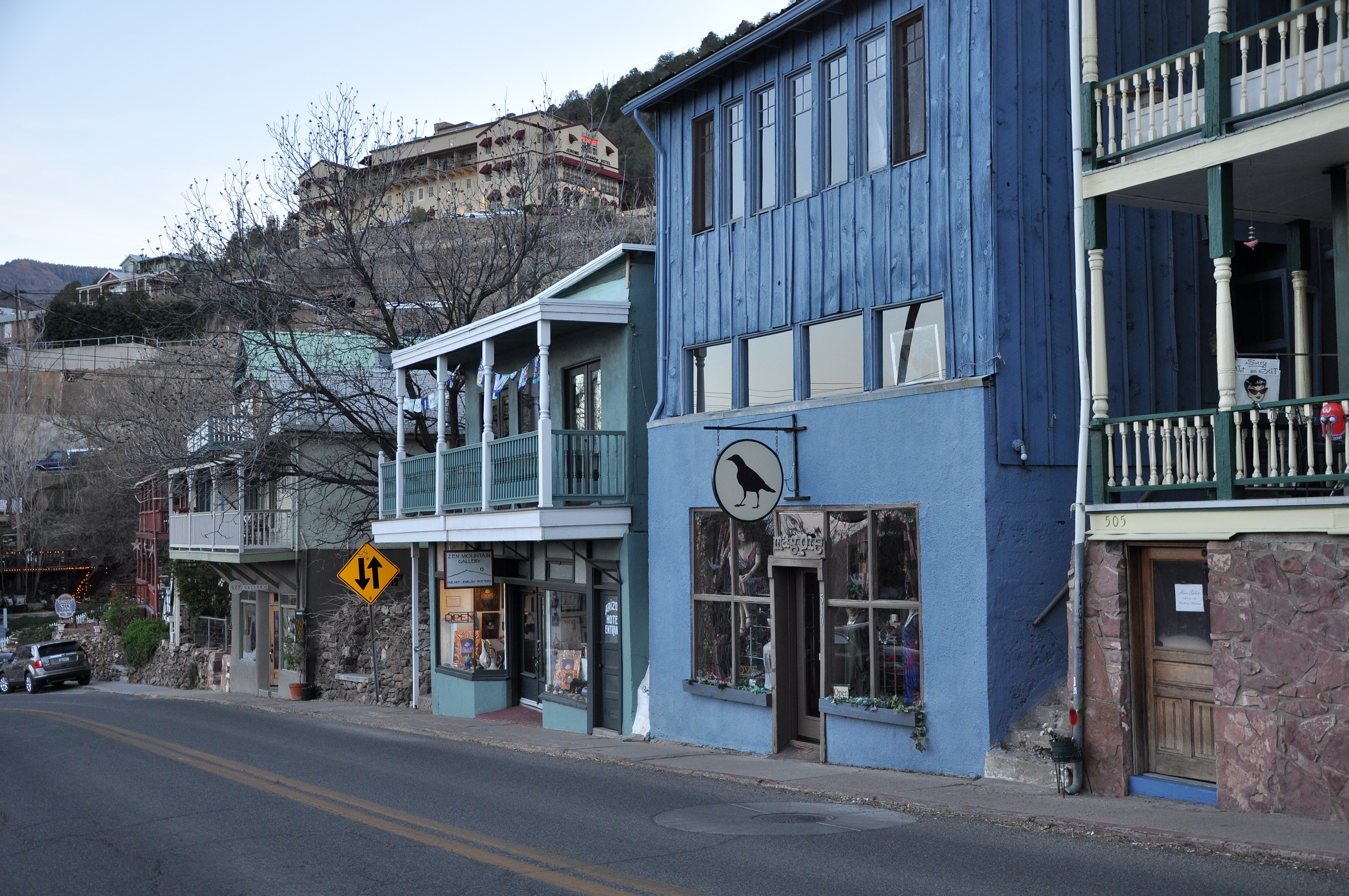
Main Street
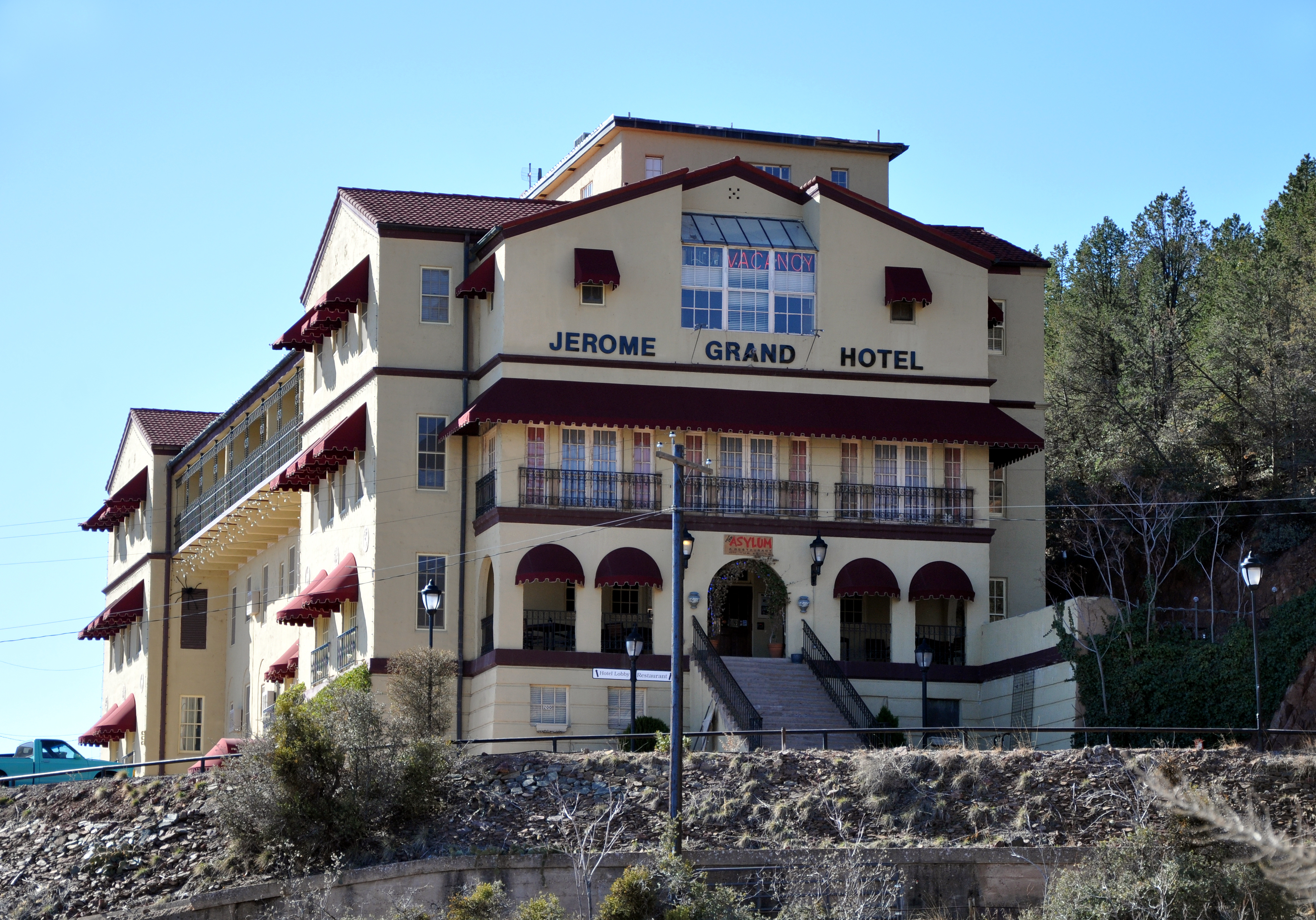
Jerome Grand Hotel
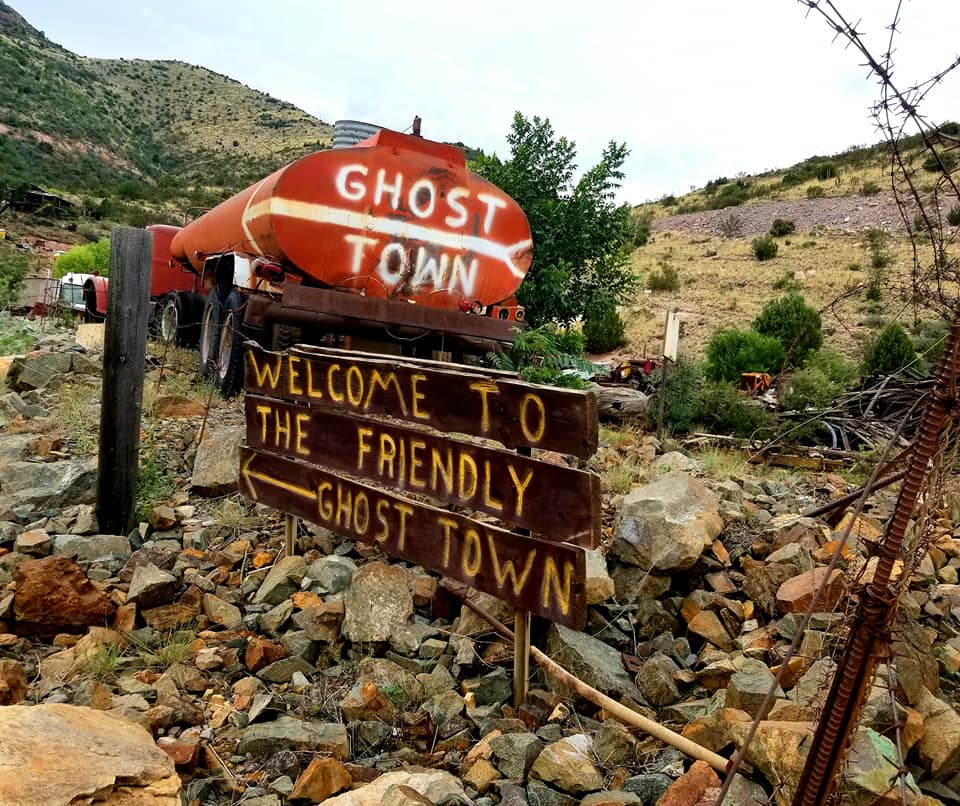
Panneau à l'entrée de la ville